# Betamax
Betamax va ser un format de vídeo analògic, avui en dia descatalogat, desenvolupat per Sony a començament del 1976. Creat amb l'objectiu d'oferir una alternativa en vídeo a la clàssica casset compacta d'àudio de Philips, aquest sistema es va introduir al mercat després d'una dècada de desenvolupament i anuncis.
El format Betamax permetia gravar programes de televisió mentre es veia un altre canal o guardar-los per visualitzar-los posteriorment. Tot i que era més petit que el seu principal competidor, el VHS, destacava per una millor qualitat d'imatge gràcies al nombre superior de línies de definició. No obstant això, el VHS oferia una hora més de capacitat de gravació, un avantatge crucial per al consumidor mitjà, ja que moltes pel·lícules superaven la durada màxima del Betamax. A més, la superioritat tècnica del Betamax només es podia apreciar amb equips d'àudio i vídeo d'alta gamma, poc habituals a les llars de l'època.
Durant gairebé un any, el Betamax va dominar en solitari el mercat del vídeo fins a l'arribada del format VHS, desenvolupat per JVC amb el suport de Matsushita (Panasonic). Aquest fet va desencadenar la coneguda guerra de formats. Mentre Sony prioritzava una qualitat superior i una mecànica més sofisticada, heretada del seu sistema professional U-Matic, JVC va apostar per un disseny més assequible i versàtil, facilitant la seva adopció massiva.
Les restriccions del Betamax, com la seva limitada durada de gravació inicial d'una hora i mitja, van començar a pesar davant les ofertes més flexibles del VHS. A mitjans dels anys 80, només dotze companyies donaven suport al format Betamax, mentre que el VHS comptava amb el recolzament de més de quaranta fabricants. Aquesta diferència es va reflectir en les vendes: el 1984, Sony va vendre 2,3 milions d'unitats de Betamax, mentre que el VHS triplicava aquesta xifra.
Finalment, el 1988, Sony va admetre la derrota i va anunciar que adoptaria el format VHS, que en aquell moment acaparava el 95% del mercat. Durant els següents 20 anys, el VHS es va consolidar com l'estàndard global del vídeo domèstic.

## Cronologia

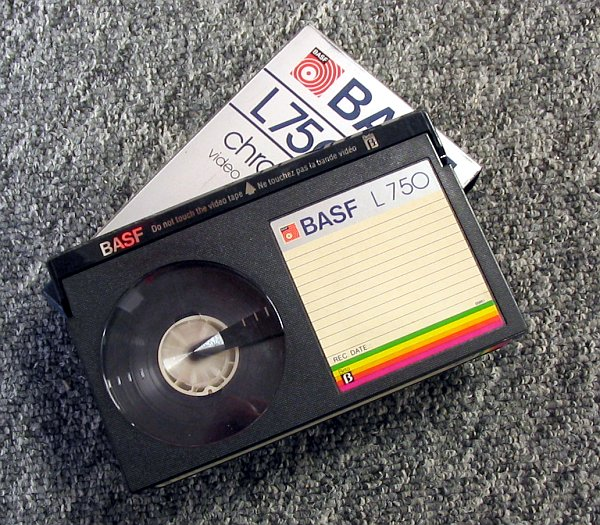
Fotografia d'una cinta Betamax i la seva capsa

Des del seu llançament, Sony va incorporar diverses tecnologies al format Betamax per millorar-ne la qualitat i augmentar-ne les prestacions. El 1975 es va presentar la vídeogravadora Betamax conjuntament amb un televisor de grans dimensions (per l'època) en una consola. L'any següent, el 1976, la gravadora es va oferir com un equip separat, amb connectors que permetien gravar des de qualsevol font, com ara càmeres.
El 1977 es va reformular la composició de la cinta i es va introduir un sistema avançat de reducció de soroll, que permetia dues hores de gravació, en comptes de la una hora inicial. Malgrat aquest avenç, el canvi va resultar ser un inconvenient per a l'ús domèstic. L'any següent, el 1978, es va afegir un equip opcional a la vídeogravadora per dotar-la de so digital de qualitat CD, compatible amb models anteriors com la SL-5000.
Entre 1979 i 1981, Betamax va introduir diverses millores en funcionalitat: el 1979 es van incorporar funcions de cerca ràpida (BetaScan) i pausa amb imatge; el 1980, es van afegir la cerca lenta i l'avançament quadre a quadre (swingSearch), juntament amb models com la SL-5800, que incloïen so estereofònic. El 1981 es van dissenyar els primers models d'inserció frontal, que permetien un ús més còmode amb controls accessibles a la part davantera.
A partir del 1982, Sony va introduir nous mecanismes i dissenys que feien els equips més petits i lleugers, com el Betamax portàtil SL-2000 i la seva primera videocàmera. El 1983 es va incorporar el so estereofònic amb pistes helicoidals d'alta fidelitat (Beta Hi-Fi), implementat en models com l'SL-5200 i l'SL-2700. L'any següent, el 1984, es van desenvolupar nous circuits integrats que milloraven la qualitat d'àudio i vídeo, alhora que reduïen el consum d'energia.
El 1985 es va introduir el mode SuperBetamax, que ampliava la banda útil de vídeo de 3 MHz a 4 MHz gràcies a capçals d'entreferro més fi i cintes de gra més petit, millorant significativament la qualitat d'imatge. El 1986, Sony va presentar el Betamax Teatre de la Llar, precursor dels moderns sistemes de DVD amb amplificadors i altaveus integrats. Al 1988, Betamax va incorporar efectes digitals per a la visualització i edició de vídeos.
El 1990, Sony va llançar el model SL-HF-2100, l'últim Betamax produït, que incloïa un control remot interactiu amb pantalla pròpia per gestionar les funcions de l'equip. Finalment, el 2015, Sony va anunciar oficialment el final de la producció de cintes verges Betamax al seu lloc web.

## Funcionament
Aquest format grava els senyals d'àudio, vídeo i sincronització de manera separada sobre una cinta magnètica que es desplaça a 4 cm/s en la velocitat original ßI (Beta I). La cinta es divideix en tres àrees: una pista longitudinal d'1,05 mm d'ample per gravar el so, una altra de 0,60 mm pel senyal de sincronització i una pista central helicoidal de 10,2 mm destinada al senyal de vídeo.
- Gravació del so. La pista d'àudio rep el senyal equalitzat correctament i mesclat amb un to de 65 kHz per polaritzar-la adequadament. Aquest procés assegura una qualitat òptima per a la reproducció del so.
- Gravació del senyal de sincronització. El senyal de sincronització permet al sistema mantenir el ritme de gravació, basant-se en el fet que el sistema NTSC retransmet 30 imatges completes per segon. Cada imatge es divideix en dues parts (camps): el primer camp es grava amb un pols positiu i el segon amb un pols negatiu, sumant un total de 30 polsos positius i 30 de negatius per segon.
- Gravació del vídeo. La gravació del vídeo és més complexa. Es realitza mitjançant un parell de capçals diminuts muntats en un disc que gira dins del tambor de vídeo. Aquesta configuració permet una velocitat relativa de 7 m/s, la qual cosa amplia l'amplada de banda fins als 7 MHz, fent possible la gravació del senyal de vídeo. Els capçals, situats diametralment oposats, són d'uns 66 micròmetres d'ample, igual que la pista, amb un entreferro de 0,8 micròmetres.
- Tractament del color i del blanc i negre. El senyal de color es grava com un senyal d'AM, amb la portadora convertida des dels 3,579 MHz fins als 688 kHz i amb bandes laterals de 500 kHz. En canvi, la imatge en blanc i negre segueix un procés diferent: el senyal es comprimeix i equalitza, modulant una portadora d'FM. Els polsos de sincronisme (negre) es situen a 3,6 MHz, mentre que el màxim de blanc es troba a 4,8 MHz, generant bandes laterals entre 1,2 MHz i 7,4 MHz. Aquest senyal també es polaritza per permetre la gravació del color.
- Gravació d'àudio en estèreo i alta fidelitat. El sistema permet gravar so estereofònic i d'alta fidelitat mitjançant portadores d'1,3 MHz i 1,7 MHz modulades en FM, oferint una qualitat sonora superior.
- Processament i control. L'equip inclou un processador de sincronisme analògic format per dos bucles de bloqueig de fase (PLL), un detector de final de cinta i un sensor de condensació per protegir els components interns i garantir un funcionament òptim.

## El cas Betamax
El 1979, Sony va ser acusada d'infringir els drets d'autor sobre programes de televisió i pel·lícules per part de Universal Studios i Disney. Aquest fet, conegut com El Cas Betamax, va tenir conseqüències importants per a la companyia, ja que va començar a perdre quota de mercat. A començaments dels anys 80, Sony encara mantenia un 25% del mercat, però les tensions legals i la competència amb JVC, que desenvolupava el format VHS, van erosionar la seva posició. Tot i que els dos sistemes oferien una qualitat similar, eren incompatibles, fet que va dividir la indústria.
Hi ha hagut diversos estudis sobre aquesta història, que ha deixat lliçons significatives per a la indústria tecnològica. S'ha afirmat que Sony no va voler llicenciar la seva tecnologia Betamax, a diferència de JVC, que va concedir llicències del VHS a altres fabricants. No obstant això, s'ha sabut que Sony sí que va intentar llicenciar el seu sistema, però sense èxit. A més, la quantitat de pel·lícules pregravades disponibles en format Beta sempre va ser inferior a les del VHS, especialment després que Sony comencés a perdre mercat.
El 2002, després de 24 anys de suport, Betamax va deixar de fabricar-se, tot i que es van continuar venent les unitats restants en estoc. Malgrat la seva desaparició al mercat domèstic, Betamax va ser molt utilitzat a nivell professional durant anys com un mitjà assequible per a la producció de curtmetratges per part d'amateurs i estudiants de cinema. Aquesta popularitat es va mantenir fins a la massificació dels sistemes digitals com el mini DV. Paral·lelament, el Betacam, la versió professional del sistema Betamax, continua vigent en certs àmbits professionals.